# Ругуновчани
Ругуновчани или карасулийци (единствено число ругуновчанин, ругуновчанка, на гръцки: Πολυκαστριώτες, поликастриотес) са жителите на град Ругуновец или Карасуле, Карасули, на гръцки Поликастро, Егейска Македония, Гърция. Това е списък на най-известните от тях.

## Родени в Ругуновец
А – Б – В – Г – Д –
Е – Ж – З – И – Й —
К – Л – М – Н – О —
П – Р – С – Т – У —
Ф – Х – Ц – Ч – Ш —
Щ – Ю – Я

### А
- Антон Югов (1904 – 1991), виден български политик, министър-председател
- Атанас Костов (1911 – 2004), кмет на Пловдив
- Атанас Марков (1870-1965), български революционер, деец на ВМОРО[1][2]

### Д
- Димитър Чавдаров Даскала (? – 1901), български революционер, деец на ВМОРО, убит на 24 март 1901 година в Боймица[1][3]

### И
- Иванчо Христов Орджанов (Иванчо Карасулията, 1875 – 1905), български революционер

### К
- Костадин Аргиров (Κωνσταντίνος Αργυρίου), гръцки андартски деец[4]

### М
- Мицо Вардаровски (? – 1905), български революционер, деец на ВМОРО, убит на 21 март 1905 година край Лесково[1][3]
- Мицо Христов Орджанов (? – 1905), български революционер, деец на ВМОРО, убит на 21 март 1905 година край Лесково[1][3]
- Мицо Чавдаров (1870 – ?), македоно-одрински опълченец, Първа отделна партизанска рота, Сборна партизанска рота на МОО[5]

### П
- Пено Годжов, активен участник в Българския комитет в Солун, синът му Васил е заклан на парчета през 1944 година. Прехвърля се в България, където и умира.[6]

### С
- Спиро Иванов Карасулски (1869 – ?), македоно-одрински опълченец, четата на Лазар Делев, Сборна партизанска рота на МОО[7]
- Стойко Христов (? – 1905), български революционер, деец на ВМОРО, убит на 21 март 1905 година край Лесково[3]

## Починали в Ругуновец
- Петър Карайков (? – 1944), живял в Кара Суле, куриер и четник при Апостол Петков и Иван Карасулийски, участник в Българския комитет в Солун. Починал от естествена смърт.[8]